# Eseményalapú funkcionális mágnesesrezonancia-vizsgálat
Az esemény alapú funkcionális mágnesesrezonancia-vizsgálat (eFMRI – Event-Related Functional Magnetic Resonance Imaging) egy olyan funkcionális mágnesesrezonancia-képalkotáson (fMRI) alapuló módszer, amely alkalmas arra, hogy változásokat detektáljon a hemodinamikus válaszban egy adott rövid idegi eseményhez köthetően milliméteres térbeli, és századmásodperces időbeli felbontással. A blokk alapú elrendezés (block-design) mellett az esemény alapú módszert immáron mintegy két évtizede alkalmazzák az fMRI-vel végzett vizsgálatok során. Az esemény alapú elrendezés napjainkban nagy népszerűségnek örvend; az fMRI-vel végzett vizsgálatok többségét ezzel a módszerrel végzik.

## Az esemény alapú fMRI kialakulásának története
Az fMRI-technológia megjelenését követő első években a vizsgálatok többnyire az úgynevezett blokk-elrendezést (block-design) alkalmazták. A módszer lényege, hogy az ingereket blokkokban, a blokkokon belül az ingereket pedig folyamatosan, szabályos időközönként mutatják be. Egy blokkot követően egy új, eltérő ingereket tartalmazó blokk, vagy pedig egy feladat nélküli nyugalmi blokk következik – a különböző feltételek folyamatosan váltogatják egymást a vizsgálat alatt. Ebben az elrendezésben az egy blokkon belül megjelenő aktivitás szerkezetét nem vizsgálják, mindössze a blokk során megjelenő aktivitásváltozásokat átlagolják össze, majd ezt hasonlítják össze az egyes blokkok mentén. Ennek következtében az egyes blokkhoz kapcsolódó agyi aktivitás könnyedén elkülöníthető egymástól.
A fMRI-technológia megjelenésekor az úgynevezett pozitronemissziós tomográfia (PET) alkalmazása már elterjedt volt az idegtudományi kutatások terén, amely során a blokk-elrendezés volt indokolt a kontrasztanyag bomlási sebessége miatt. Bár az fMRI a PET-nél jóval érzékenyebb, és finomabb az időbeli felbontása, kezdetben a blokk-alapú elrendezés használata volt elterjedt ezen technológia esetében is. Ennek indoka egyrészt az volt, hogy kevés ismeret állt még rendelkezésre az fMRI-vel kapott adatok jel-zaj arányáról; így a hemodinamikus jel maximalizálásának érdeke is a blokk-elrendezés szükségességét támasztotta alá. Mindemellett az fMRI során a neurális aktivitással kapcsolatban kinyert adatok mégis jóval komplexebbnek bizonyultak, mint ami például a PET-alapú vizsgálatokból nyerhető; így az egyes blokkokhoz kapcsolódó teljes aktivitásváltozás összehasonlítását alkalmazták a kísérleti manipuláció hatásának vizsgálatára.
Az első eseményfüggő fMRI-vizsgálat Andrew M. Blamire és munkatársainak nevéhez fűződik, akik kísérletükben kimutatták, hogy a bemutatott ingerek éles elhatárolása mellett akár a korábbi elrendezéshez képest rövid, 2 másodperces ingerbemutatási idő is eredményezhet fMRI-vel mérhető jelváltozást; ez volt az első közlemény azzal kapcsolatban, amit ma „BOLD hemodinamikus válasznak” nevez a szakirodalom. Mivel tehát a hemodinamikus válasz gyors, és a neurális eseményt követően másodperceken belül mérhető, így az fMRI alkalmasnak bizonyult a rövid idejű neurális eseményekre megmutatkozó jelváltozások időbeli detektálására is. Ezt követően az elektrofiziológiából akkor már jól ismert eseményhez kötött potenciál (EKP) mérések analógiájára megindultak az esemény alapú elrendezéssel végzett fMRI-vizsgálatok.

## BOLD hemodinamikus válasz

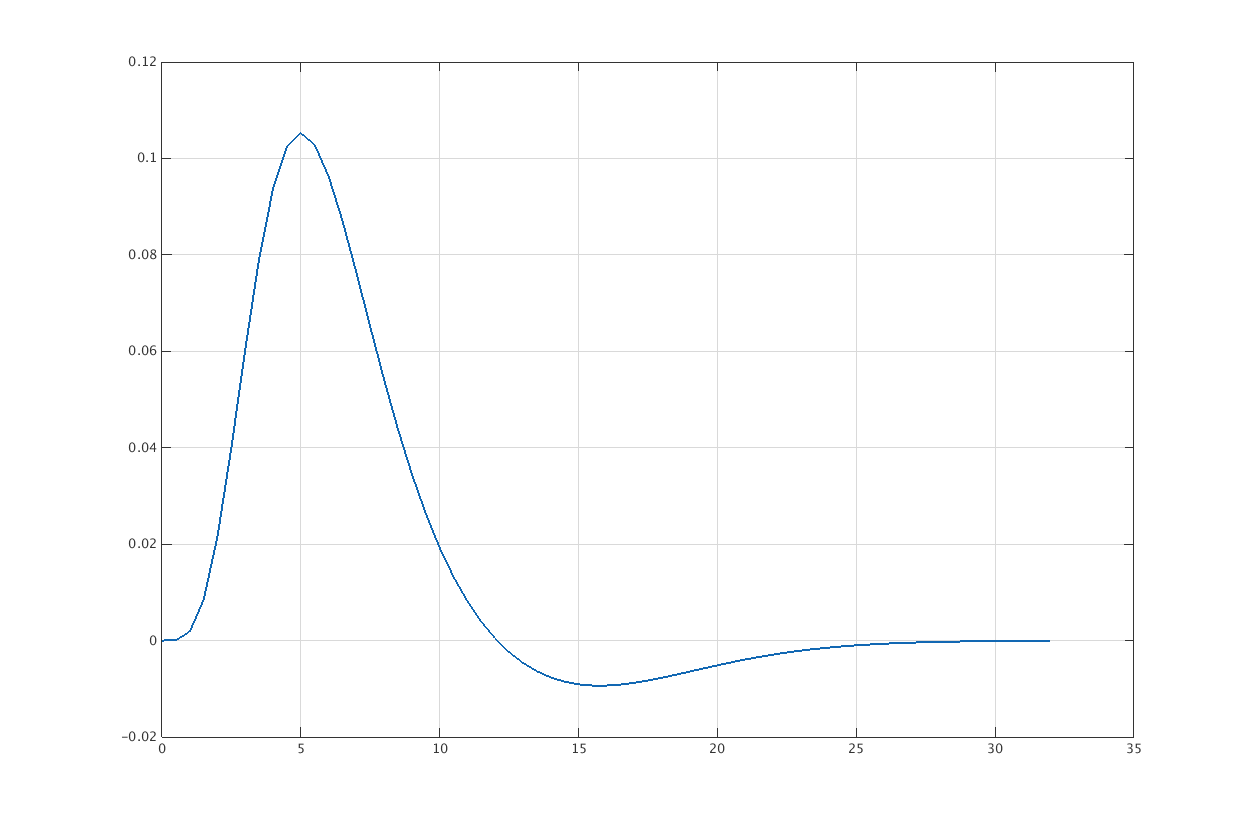
A BOLD hemodinamikus válasz lefutása

Az agyi neurális aktivitás és a cerebrovaszkuláris hemodinamikai változások kapcsolata régóta ismert. Ahogy a neurális aktivitás nő, úgy megnő az adott területen az agyi véráramlás, a kapilláris és a vénás vérben pedig megnő a hemoglobin-dezoxyhemoglobin-arány. Ez pedig időben konzisztens változást idéz elő az úgynevezett BOLD-jel („blood oxygenation level dependent”) intenzitásában, ami az fMRI-vizsgálatok során mérhető.
Egy rövid inger bemutatására megjelenő BOLD-válasz általános formája a következőképpen jellemezhető: a BOLD-jel az inger megjelenését követően 4-5 másodperccel csúcsosodik, 10 másodpercet követően visszatér az alapszintre, majd újabb nagyjából 10 másodperc hosszan az alapszint alá esik vissza, majd ezt követően áll vissza az alapszintre (néha azonban még a folyamat kezdetén is megfigyelhető egy alapszint alá történő visszaesés). Bár ez a lefutási mintázat sok esetben stabilan kimutatható, mégis vannak detektálható eltérések a lefutás jellemzőiben (pl. a jel nagyságában, latenciájában és a csúcsosodás hosszában) a különbözi agyi régiók és az egyének között is.

## Esemény alapú elrendezés
Az esemény alapú kísérleti elrendezések alapfeltevése, hogy az idegi aktivitás rövid és diszkrét intervallumokban jelentkezik, amely egy-egy rövid inger bemutatásának segítségével kiváltható – azokat az ingereket, amelyekre ez az idegi aktivitás jelentkezik, „eseményeknek” nevezzük. Az elrendezés lényege, hogy a kísérlet elemeit (például különböző rövid ingereket) diszkrét időpontokhoz kötve, meghatározott interstimulus-intervallummal (ISI) mutatják be.

## Lassú és gyors ütemezésű esemény alapú fMRI

### Lassú ütemezésű efMRI
Az első esemény alapú fMRI-vizsgálatok úgynevezett lassú ütemezéssel dolgoztak; ennek lényege, hogy az egyes bemutatott események között viszonylag nagy időintervallum telik el (általában több mint 15 másodperc) annak érdekében, hogy a BOLD hemodinamikus válaszok ne fedjenek át (meg kell várni, hogy a BOLD-jel visszaálljon az eredeti szintre), és detektálható legyen a célingerhez kapcsolódó szelektív agyi aktivitás. Ebben az esetben azonban az időzítés túlságosan lassú, emiatt ez a módszer kevésbé bizonyul hatékonynak.

### Gyors ütemezésű efMRI
Az úgynevezett gyors ütemezésű vizsgálatok során az ingerek közötti intervallumok kisebbek, így a hemodinamikus válaszok átfednek egymással. Ez azonban nem jelent problémát; Geoffrey M. Boynton és munkatársai kimutatták, hogy az egymás után következő ingerekre megjelenő jelváltozások lineárisan összegződnek. Egyrészt a jel amplitúdója arányosan növekszik a mögöttes neurális aktivitás amplitúdójával (skálázás); illetve egy hosszabb ingerre adott válasz megbecsülhető rövidebb ingerek sorozatára adott válaszokból (szuperpozíció) (pl. egy 24 másodperces ingerre adott válasz megbecsülhető kettő, egyenként 12 másodperces ingerre adott válaszból). Ezáltal két egymás utáni eseményhez kapcsolódó jelváltozás szétválasztható akár 500 milliszekundumos ISI mellett is.
A túlságosan gyors ingerbemutatás azonban a BOLD-jel telítődéséhez vezet, amely lehetetlenné teszi az egyes ingerekhez köthető hatások detektálását. Ezért a legtöbb kísérleti elrendezés ma rövid, de váltakozó ISI-t alkalmaz; vagy az a különféle ingerek véletlen sorrendű bemutatásával, vagy pedig az egymást követő ingerek közötti időintervallumok változtatásával. Jelenleg a legjobbnak tartott időzítés esemény alapú elrendezés során az, ha az ISI-k váltakoznak, és az azonos típusú ingerek mintegy 4-6 másodperccel követik egymást.

## Az esemény alapú elrendezés előnyei és hátrányai

### Előnyök
- Folyamatok időbeli lefolyásának vizsgálata: A blokk-elrendezés mindössze arra ad lehetőséget, hogy egy adott időpillanatban jelenlévő agyi aktivitás téri mintázatát feltérképezzük; az esemény alapú elrendezéssel ezzel szemben vizsgálható egy folyamat időbeli változása az egyes eseményekhez köthetően.[3]
- Jobb becslés a hullámforma és időzítés tekintetében: Az esemény alapú elrendezés jobb becslést eredményez a BOLD hullámforma és az idői jellemzők tekintetében. Ez pedig kiemelt jelentőségű; ez segít következtetéseket megállapítani a neurális aktivitás idői jellemzőiről, a funkcionális konnektivitás fennállásáról különböző agyi régiók között, az egy agyi régión belüli hosszantartó folyamatokról, vagy megkülönböztetni egymástól az egy próbán belül jelentkező különböző folyamatokat.[3]
- Randomizálható ingerbemutatás: Az esemény alapú elrendezés lehetőséget biztosít arra, hogy a különböző típusú ingerek bemutatása véletlenszerű sorrendben történjen. Ez egyrészt azért előnyös, mivel a legtöbb pszichológiai és elektrofiziológia kísérlet is véletlenszerű ingerbemutatással dolgozik. Ennek előnye, hogy elkerülhetjük a sorrendiségi hatást; így a feldolgozandó inger előtt megjelenő inger, illetve az egyéni kognitív beállítódás hatásait.[1]
- Kategorizálható ingerek: A vizsgálatok során felhasznált ingereket a vizsgált személy viselkedéses válaszai alapján kategorizálhatóak akár utólag is (például a reakcióidő vagy a pontosság alapján).[1]
- Szubjektív ingerek vizsgálata: Lehetőség van arra, hogy olyan eseményeket vizsgáljunk, amelyek kiszámíthatatlanul jönnek létre, és megtörténtükről csak a vizsgált személy szubjektív beszámolója alapján tájékozódhatunk (például kétértelmű ábrák egyik vagy másik módon történő észlelése).[1]
- Összehasonlíthatóság más kísérleti módszerek eredményeivel: Az esemény alapú fMRI elrendezéséből adódóan lehetőséget biztosít arra, hogy a kapott eredményeket összevessük például EKP-t, vagy reakcióidő-méréses módszert alkalmazó kísérletek eredményeivel is.[1]
- Blokk-elrendezéssel nem elvégezhető vizsgálatok lefolytatása: Bizonyos kísérleti elrendezések nem kivitelezhetőek blokk-elrendezéssel. Csak esemény alapú módszerrel végezhetőek el például a szabályos ingerek mellett megjelenő, deviáns ingerekre adott választ mérő vizsgálatokat (úgynevezett „oddball”-paradigmák).[1]
- Önálló események vizsgálatával pontosabb modellezés: Mindamellett, hogy a különálló események szelektív vizsgálata pontosabb eredményekhez vezethet az agyi folyamatok lezajlásának jellemzőit illetően, lehetőség van arra is, hogy az eseményre adott válaszokat összevessük a blokkokra megjelenő válaszokkal, továbbá, hogy azok interakcióit is vizsgáljuk.[1]

### Hátrányok
- Komplexebb kísérleti elrendezés és bonyolultabb elemzés: A blokk-alapú fMRI-vizsgálatok során jóval egyszerűbb az összefüggések feltárása a vizsgálat során felhasznált néhány elem között; ezzel szemben egy jóval összetettebb esemény alapú vizsgálat jóval komplexebb modellek felállítását igényli.[3]
- Nemlinearitás: Már az első esemény alapú elrendezést használó fMRI-kutatások is bizonyították, hogy a BOLD jelek összegződésében a linearitás nem minden esetben áll fenn teljes mértékben.[2] Ezzel elsősorban abban az esetben kell számolni, ha a két egymást követő inger mindössze néhány másodperces késéssel követi egymást. Ebben az esetben előfordulhat, hogy a második ingerre keletkező hemodinamikus válasz amplitúdója megváltozik, és a csúcsosodása időben valamelyest eltolódik ahhoz képest, mint az inger önálló bemutatásának esetében kapnánk.[3]
- Gyengébb hatékonyság: Amikor az egyes ingerek időben nagyon gyorsan követik egymást (mint például a blokk-elrendezésben), a BOLD-jel teljes varianciája növekszik. Így a jel könnyebben elválasztható a zajtól, mint az egyes események esetében, ami az esemény alapú elrendezés gyengébb hatékonyságával van összefüggésben.[1][3] Az esemény alapú elrendezések ereje azonban az ingerek randomizációjával javítható.[3]

## Kevert elrendezés
A blokk és az esemény alapú elrendezés jellegzetességeit ötvöző kísérleti elrendezést nevezzük kevert elrendezésnek (mixed design). Ennek során az ingereket diszkrét, szabályos blokkokban mutatják be, de az egyes blokkokon belül többféle eseményt is megjelenítenek. Ez azt eredményezi, hogy a vizsgálati személy felvesz és tartósan fenntart egy bizonyos kognitív állapotot (pl. az egyik blokk során figyelem a bal oldalra; míg a másik blokk során a jobb oldalra), míg az esemény alapú elrendezés egy-egy kognitív folyamat ismétlődő kiváltódását okozza. Ennek értelmében a kevert elrendezés például abban az esetben indokolt, ha egy hosszan fennálló agyi aktivitást akarunk vizsgálni (illetve ennek a hosszabb folyamatnak a rövidebb aspektusait), szemben az esemény alapú elrendezéssel, amely elsősorban a rövid, ideiglenes agyi aktivitás vizsgálatára optimalizált.

## Az esemény alapú elrendezés jövője
Scott A. Huettel jóslatai szerint az „esemény alapú fMRI” kifejezés hamarosan el fog tűnni a szakirodalomból. Ennek oka, hogy az fMRI-vel végzett vizsgálatok nagy részét ma már ezzel a módszerrel végzik – általánossá vált a vizsgálatok során az események időzítése, a komplex próbák egyes elemeinek külön történő elemzése, illetve az agyi funkciók időbeli sorrendjének feltárási szándéka. Az esemény alapú elrendezés általánossá válása pedig magával vonja ennek a terminológiának az eltűnését; mivel nincs szükség már arra, hogy külön megnevezzék a használt módszert. Erre utal, hogy míg a 2000-es években az fMRI-vel végzett vizsgálatokról beszámoló publikációk 25-30%-a használta az absztraktjában az „esemény alapú fMRI” kifejezést, 2011-ben ez már csak az esetek 14%-ában volt elmondható. Amire tehát a századfordulón még „esemény alapú fMRI”-ként hivatkoztak, hamarosan már azt kell értenünk az egyszerű „fMRI” kifejezésen.